# Aragüés del Puerto
Aragüés del Puerto – gmina w Hiszpanii, w prowincji Huesca, w Aragonii, o powierzchni 64,44 km². W 2011 roku gmina liczyła 128 mieszkańców.